# Leichtathletik-Halleneuropameisterschaften 2021/Teilnehmer (Montenegro)
| Gelbes Symbol für Goldmedaillen mit stilisierten Olympischen Ringen | Graues Symbol für Silbermedaillen mit stilisierten Olympischen Ringen | Braundes Symbol für Bronzemedaillen mit stilisierten Olympischen Ringen |
| ------------------------------------------------------------------- | --------------------------------------------------------------------- | ----------------------------------------------------------------------- |
| —                                                                   | —                                                                     | —                                                                       |

Aus Montenegro starteten eine Athletin und ein Athlet bei den Leichtathletik-Halleneuropameisterschaften 2021 in Toruń.

## Ergebnisse

### Frauen

#### Sprung/Wurf
| Athletin       | Disziplin  | Qualifikation | Qualifikation | Finale | Finale |
| Athletin       | Disziplin  | Höhe          | Platz         | Höhe   | Platz  |
| -------------- | ---------- | ------------- | ------------- | ------ | ------ |
| Marija Vuković | Hochsprung | 1,91 m        | 4             | 1,92 m | 7      |

### Männer

#### Siebenkampf
| Athlet      | Disziplin | 60 m   | Weitsprung | Kugelstoßen | Hochsprung | 60 m Hürden | Stabhochsprung | 1000 m         | Punkte | Platz |
| ----------- | --------- | ------ | ---------- | ----------- | ---------- | ----------- | -------------- | -------------- | ------ | ----- |
| Darko Pešić | Ergebnis  | 7,21 s | 6,95 m     | 15,89 m     | 2,01 m     | 8,21 s      | 4,60 m =SB     | 2:43,43 min SB | 5824   | 8     |
| Darko Pešić | Punkte    | 809    | 802        | 844         | 813        | 930         | 790            | 836            | 5824   | 8     |